# Káptalanhodos
Káptalanhodos (Hodiș), település Romániában, a Partiumban, Bihar megyében.

## Fekvése
A Király-erdő alatt, a Topa-patak közelében, Magyarcsékétől délnyugatra, Tenkétől északkeletre, Farkaspatak, Pusztahollód és Hollószeg közt fekvő település.

## Története
Káptalanhodos nevét 1326-ban említette először oklevél  Hudus, Hydus alakban, mint a Csanád nemzetségbeli Telegdi Miklós Károly Róbert királytól nyert azon birtokát, amelyen Negul vajda [román] népével megtelepedett s lakik. E birtokot a Hodos folyón levő malommal együtt a váradi püspökségnek adta.
1808-ban Hodos (Oláh-), 1888-ban Oláh-Hódos, 1913-ban Káptalanhodos néven írták.
Káptalanhodos földesura a nagyváradi 1. sz. káptalan volt mely még a 20. század elején is birtokos volt itt.
1851-ben Fényes Elek írta a településről:
Oláh-Hodos, románul Hodis, Bihar vármegyében, hegyes vidéken, 306 óhitü
lakossal, anyatemplommal. Hodisel nevü patakkal. Birja a váradi deák káptalan

## Nevezetességek
- Görög keleti temploma - 1700-ban épült.